# Gislöv

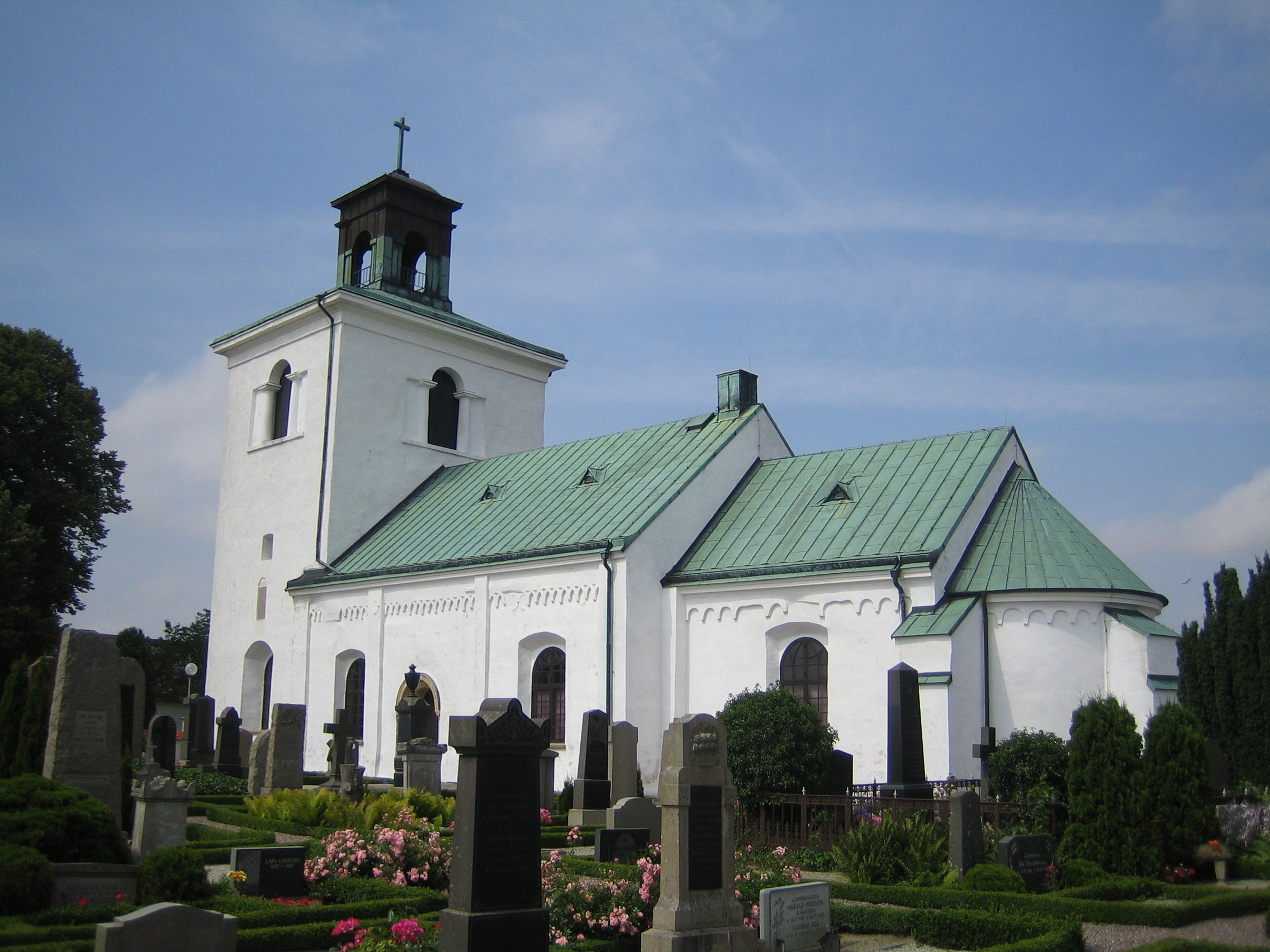
Kirche von Gislöv

Gislöv ist eine Ortschaft (Småort) in der schwedischen Provinz Skåne län und der historischen Provinz (landskap) Schonen. Der Ort liegt in der Gemeinde Trelleborg, fünf Kilometer östlich der Stadt Trelleborg.
Innerhalb des Ortes befindet sich die Kirche von Gislöv, deren älteste Teile aus dem 13. Jahrhundert stammen. Seit 2002 gehört der Ort zur Församling Dalköpinge, vorher war er Teil der Församling Gislöv.

## Bekannte Töchter und Söhne
- Olivia Nordgren (1880–1969), schwedische Politikerin
- Prawitz Öberg (1930–1995), schwedischer Fußballspieler
- Kim Wall  (1987–2017), schwedische Journalistin